# IN LOVE
『IN LOVE』（イン・ラブ）は、KATSUMIの6枚目の会場限定CD。

## 内容
ライブ会場限定で販売されている会場限定CDの6作目。
公式ファンクラブ「Hip Bird Club」会員のみ、ファンクラブ運営の通信販売にて購入することができる。
ディスクはCD-R仕様となっている。
洋楽アーティストのカバーが収録された。

## 収録曲
1. Can't Help Falling in Love（好きにならずにいられない）
作詞・作曲：ジョージ・デイビッド・ワイス,ヒューゴ・ペレッティ,ルイージ・クレアトーレ
エルヴィス・プレスリーのカバー。
2. 君のもとへ 〜2012 version〜
作曲：石川洋
9thシングル『君のもとへ』収録楽曲を新録。
3. 心のままに 〜2012 version〜
7thオリジナル・アルバム『奇蹟のゲーム』収録楽曲を新録。